# دونالد توسك
دونالد فرانشيشك توسك (بالبولندية: Donald Franciszek Tusk)‏ (22 أبريل 1957 -)، سياسي بولندي، ورئيس وزراء بولندا منذ عام 2007 حتى 2014، ورئيس المجلس الأوربي منذ ديسمبر 2014.
ولقد عين رسميا رئيسا للوزراء في 9 نوفمبر/تشرين الثاني 2007 وتولى مهام منصبه في 16 نوفمبر/ تشرين الثاني. وفازت حكومته في اقتراع على الثقة في مجلس النواب في 24 نوفمبر 2007.
وبعد أن كان أيضا مؤسس ورئيس الحزب المدني. كان رئيس الوزراء الأطول خدمة للجمهورية الثالثة من بولندا. وفي أكتوبر 2011، فاز حزب المنبر المدني لتاسك عدد الاغلبية من المقاعد في الانتخابات البرلمانية البولندية.
لقد بدأ تاسك حياته المهنية كناشط في بلدته غدانسك، ودعم التضامن وتنظيم طلبة جامعة غدانسك زملائه، باستثناء فترة واحدة تمتد أربع سنوات، وقد خدم تاسك في البرلمان في الجمهورية الثالثة بشكل مستمر منذ أول انتخابات في عام 1991. وكان نائب المارشال (نائب رئيس) مجلس الشيوخ من عام 1997 لغاية عام 2001.
وشغل منصب نائب المارشال من مجلس النواب للفترة 2001-2005.
وفي 30 آب عام 2014، تم الإعلان في اجتماع مجلس الاتحاد الأوروبي أن تاسك سيكون الرئيس المقبل للمجلس الأوروبي.
وفي يوم 9 أيلول 2014 قدم تاسك استقالته من منصب رئيس الوزراء.
ولقد خطف دونالد توسك السلطة في 2007 من الشقيقين التوأمين المحافظين كازينسكي، فأصبح رئيسا للوزراء نتيجة الانتخابات التشريعية المبكرة. وكان أول رئيس حكومة منذ سقوط الشيوعية في 1989 يمدد له في منصبه لولاية ثانية قبل ثلاث سنوات، وتعد المرة الأولى التي سيشغل فيها شخصية سياسية من أوروبا الشرقية أحد المناصب العليا في الاتحاد الأوروبي بعد 25 عاما على تفكك الكتلة الشيوعية وبعد عشر سنوات على انضمام بولندا إلى الاتحاد الأوروبي.
ومهمة رئيس المجلس الأوروبي تتمثل في تنسيق العمل بين رؤساء الدول والحكومات وتمثيل الاتحاد الأوروبي في الخارج إلى جانب رئيس المفوضية.

## مولده ودراسته
ولد في غدانسك، وكان والده، اسمه أيضا دونالد تاسك (1930-1972)م، يعمل نجارا، وأمه اسمها إيوا (ني داودوسكي) تاسك (1934-2009)م، تعمل ممرضة. بينما كان عمه، برونيسلاف تاسك (1935-2000)م، يعمل بمهنة النحات في غدانسك. وكان جده جزف تاسك (1907-1987)م، مسؤول السكك الحديدية الذي كان قد سجن في معسكر اعتقال نيونغامي، ثم في وقت لاحق، كمواطن سابق لمدينة دانزيغ الحرة، قال انه تم تجنيده في ما يبدو من قبل السلطات الألمانية في الجيش الألماني، ولقد استخدمت عضوية جده في الجيش الألماني في وقت لاحق ضده في الحملة الانتخابية عام 2005م.
حصل على الاسم الأول الإسكتلندي لأن جدته من الأب جوليانا سافرت إلى الخارج في شبابها وأحبت اسم لورد يدعى دونالد، فاعطت هذا الاسم لابنها الذي اورثه إلى حفيدها.
وفي مقابلة مع صحيفة هآرتس الإسرائيلية في ديسمبر/كانون الأول من عام 2008م، قال دونالد تاسك إنه ينتمي إلى الأقلية الكاشوبية في بولندا، وقارن بين تاريخ عائلته ومعاناتها وبين تجربة الشعوب اليهودية، حيث وصف الأقلية الكاشوبية كشعب ومنظمة، مثل اليهود، فهم الناس الذين ولدوا وعاشوا في المناطق الحدودية، وكان يشتبه بهم من قبل النازيين والشيوعيين بعدم الولاء.
ولقد تخرج من مدرسة نيكولاس كوبرنيكوس، (وهي المدرسة الثانوية رقم 1 في غدانسك)، في عام 1976. ثم التحق كطالب في قسم التاريخ في جامعة غدانسك، ثم تخرج منها في عام 1980م تحت إشراف الأستاذ الروماني Wapiński مع أطروحة ماجستير على جوزيف بيلسودسكي.

## السياسة

### النشاط الطلابي والتضامن في غدانسك
في بداية عهد التضامن، كان تاسك منخرطا في العمل السياسي وطالب في غدانسك. وقد ساهم في تأسيس لجنة اتحاد وتضامن الطلاب في الجامعة، وفي وقت لاحق رابطة الطلاب المستقلة المحلية. هذا في طليعة حياته السياسية وكان طالبا في عام 1980، وكان مؤثرا في تأسيس النقابة المستقلة للطلاب (NZS)، التابعة التضامن، في ذلك العام، وأصبح الصحفي والمشارك مع الهيئات المؤيدة للتضامن مثل هيئة Samorzadnosc، فضلا عن المنشورات الكاشبايان، ولقد قال انه تعاون مع نقابات العمال الحرة في المنطقة الساحلية وكذلك زعيم الكاشبايان ليخ Bądkowski. وأمضى سبع سنوات يعمل في هيئة سفيتليك التعاونية.

### السنوات الأولى للجمهورية الثالثة
كان واحدا من مؤسسي المؤتمر الديمقراطي الليبرالي (Kongres Liberalno-Demokratyczny)، وأصبح رئيسا له في عام 1991م. في هذا الحزب - الذي تدعمه الأسواق الحرة، والتكامل الأوروبي، وخصخصة صناعة الدولة - يمكن للمرء أن يرى الاتساق مع البرنامج السياسي لتاسك والدعم الحالي له.
في انتخابات عام 1991، فاز حزب المؤتمر الديمقراطي الليبرالي بنسبة 8٪ من الأصوات و37 مقعدا في مجلس النواب مع شعار: (لا حق ولا اليسار، فقط مباشرة إلى أوروبا).
لقد كان واحدا من الأعضاء المرشحين، مما جعله عضوا في مجلس النواب بدورته الأولى في الجمهورية البولندية الثالثة.
ومنذ سقوط النظام الشيوعي، أسس دونالد توسك مع أصدقاء له من غدانسك أول حركة ليبرالية في بولندا. وفي 2001 كان واحدا من أبرز مؤسسي حزب المنصة المدنية الذي يرأسه.

## روابط خارجية
- دونالد توسك على موقع IMDb (الإنجليزية)
- دونالد توسك على موقع الموسوعة البريطانية (الإنجليزية)
- دونالد توسك على موقع مونزينجر (الألمانية)
- دونالد توسك على موقع إن إن دي بي (الإنجليزية)
- دونالد توسك على موقع قاعدة بيانات الفيلم (الإنجليزية)